# Шварц, Ярослав
Ярослав Шварц (чеш. Jaroslav Švarc; 11 мая 1914, Вельки-Уезд, Королевство Богемия, Австро-Венгрия — 18 июня 1942, Прага, Протекторат Богемии и Моравии, Нацистская Германия) — чехословацкий военный, деятель движения Сопротивления, пытавшийся осуществить покушение на министра образования и пропаганды Протектората Богемии и Моравии Эммануэля Моравца.

## Биография

### Молодость
Родился 11 мая 1914 в Вельки-Уезде (Оломоуц) в семье крещённого еврея. Отец, Франтишек Шварц, плотник. Мать Анна Шварцева (в девичестве Тылихова), была домохозяйкой. Были также две сестры, Либуша и Анна. Желал выучиться на плотника, но из-за слабого здоровья был отправлен родителями учиться на пекаря. С 1930 по 1933 годы работал в компании «Новотны», до 1936 года работал в Праге. Состоял в Сокольском движении.
1 октября 1936 Ярослав был призван в армию, изначально проходил службу в Словакии в 23-м пехотном полку, где служили выходцы из словацкой общины в США. Затем служил в Моравии в 13-м пехотном полку в Шумперке. 31 августа 1937 после окончания военного обучения произведён в рядовые 1-го класса и переведён в 4-й пограничный пехотный полк в Глучине. 1 июня 1938 произведён в капралы. В ноябре 1938 года после Мюнхенских соглашений отправлен в качестве командира пулемётного расчёта в Карпаты. В феврале 1939 года отправлен на границу, 1 марта 1939 уволен из вооружённых сил.
После оккупации страны Ярослав вынужден был уехать к родителям и работать в поле, но при этом не смирился с оккупацией страны. Летом 1939 года он продал дом и с оставшимися деньгами решил бежать из страны в другую армию. В Польшу ему не удалось пробраться.

### За границей
Со своими приятелями Богумилом Беднаржиком и Алоизом Фрёлихом 7 января 1940 Шварц бежал через Словакию, Венгрию и Югославию во Францию. 6 марта 1940 он был зачислен в чехословацкую армию за границей во 2-й пехотный полк, 8-ю роту. Участвовал в боях во Франции и чудом не попал в плен. В июне 1940 года бежал в Англию, получил повышение звания до сержанта. Летом 1941 года попал в лагерь подготовки Управления специальных операций в Шотландии, где с 19 сентября 1941 по 23 марта 1942 изучал курс бойца специального назначения и учился прыгать с парашютом. В Белласис-на-Доркинге он занимался стрельбой, метанием гранат и вождением автомобиля.

### На родине
Шварц получил задание — ликвидировать министра образования и пропаганды в Протекторате Богемии и Моравии, Эммануэля Моравца. Напарником Шварца стал Людвик Цупал. 29 апреля 1942 в 1:31 оба были сброшены на парашюте в Веишне-на-Рожмитальске. При приземлении Шварц получил травму и далеко был отброшен от Цупала. Ему пришлось выбраться в Пльзень, а оттуда в Прагу, чтобы связаться с лейтенантом Адольфом Опалкой. В Праге он некоторое время лечился и искал своего коллегу. После убийства Рейнхарда Гейдриха и предательства Карела Чурды Шварц вынужден был скрываться в Соборе Святых Кирилла и Мефодия. 18 июня 1942 он принял бой против немцев и погиб.
Немцы после убийства надругались над телом Ярослава, разрубив его на куски и забрав голову. Тело, вероятно, было похоронено на кладбище в Праге. Голову выставили в немецком музее убитых преступников вместе с шестью головами других убитых чехословацких партизан. Музей в конце войны был разрушен.

## Память
В октябре 1945 года посмертно произведён в старшие лейтенанты пехоты. Его имя появилось на мемориальной доске на улице Рессловой и на памятнике в родном селе, а также на мемориальной доске на здании казарм в Дарковичках. Ежегодно в родном селе Ярослава проводится туристический поход. В 2002 году ему посмертно присвоено звание подполковника.